# Matthias Varga von Kibéd
Matthias Varga von Kibéd (* 27. Oktober 1950 in Bremen) ist ein deutscher Logiker und Wissenschaftstheoretiker.

## Leben
Matthias Varga von Kibéd – Sohn des Philosophen Alexander Varga von Kibéd und seiner zweiten Frau Mariamalie, geb. Rudeloff, verwitwete Hetsch – studierte Philosophie, Logik und Wissenschaftstheorie und Mathematik an der Universität München. Er promovierte 1984 über Universalgrammatik. 1987 schrieb er seine Habilitation über die Grundlagen der formalen Wahrheits- und Paradoxientheorie. Er arbeitete als Professor an den Universitäten München, Wien, Ljubljana, Graz, Konstanz, Göttingen, Maribor und Tübingen.
1994 gründete Varga von Kibéd gemeinsam mit seiner Ehefrau Insa Sparrer das SySt-Institut für systemische Ausbildung, Fortbildung und Forschung in München. Schwerpunkt der Arbeit am SySt ist die Entwicklung der Systemischen Strukturaufstellungen. Seit 1995 werden an diesem Institut auch Ausbildungen zum systemischen Therapeuten/Berater mit Schwerpunkt Systemische Strukturaufstellungsarbeit durchgeführt.
Matthias Varga von Kibéd arbeitete als Apl. Professor am Institut für Philosophie, Logik und Wissenschaftstheorie der Universität München. Er lebt in München.

## Schriften
- Ganz im Gegenteil. Tetralemma-Arbeit und andere Grundformen Systemischer Strukturaufstellungen. 5. überarbeitete Auflage 2005 (gemeinsam mit Insa Sparrer)
- Körpererfahrungen – Anregungen zur Selbstheilung. 1998 (gemeinsam mit Helmut Milz)
- Das unsichtbare Netz. 2003 (gemeinsam mit Insa Sparrer und Renate Daimler)
- Metakommentar. In: Aufstellungsarbeit revisitedvon Gunthard Weber, Gunther Schmidt und Fritz B. Simon, 2005
- Wie wir durch Aufstellungen Handlungen einladen, sich in uns zu manifestieren – Bemerkungen über einige religionsphilosophische Aspekte der Aufstellungsarbeit. In: Gunthard Weber (Hrsg.): Derselbe Wind lässt viele Drachen steigen. 2001
- Unterschiede und tiefere Gemeinsamkeiten der Aufstellungsarbeit mit Organisationen und der systemischen Familienaufstellung. In: Gunthard Weber (Hrsg.): Praxis der Organisationsaufstellung. 2000
- Variablen im Tractatus. In: Wilhelm Vossenkuhl (Hrsg.): Tractatus logico-philosophicus. 2001
- Über Organisationsstrukturaufstellung. In: Lernende Organisation  Nov./Dez. 2001 und Wirtschaft & Weiterbildung 1/2003
- zusammen mit Wolfgang Stegmüller, Strukturtypen der Logik. Band III von W. Stegmüller: Probleme und Resultate der Wissenschaftstheorie und Analytischen Philosophie. Springer-Verlag, Berlin, Heidelberg, New York, Tokyo 1984, ISBN 3-540-12210-9 (geb), ISBN 0-387-12210-9 (hard cover).
- Basisformate der Systemischen Strukturaufstellungen. ISBN 978-3-942131-22-3 (gemeinsam mit Insa Sparrer)
- "SyStemischer" Fachzeitschrift für Systemische Strukturaufstellungen – eine Vielzahl von Beiträgen seit 2012